# Alineación y balanceo
Alineación y balanceo es un álbum recopilatorio del grupo uruguayo de rock, La Tabaré Banda, editado el 9 de febrero de 2015, solamente para Argentina por el efímero sello discográfico Plaza Independencia.
Está conformado de canciones ya editadas en dos discos anteriores, en su gran mayoría del álbum Chapa, pintura, lifting ("El Kafkarudo", "Excepto", "Contracrisis", "Zooledades", "Enemistad", "Las raíces desteñidas", "Un romancero", "Ojalá (ya no será)", "Flan", "El tacho de la basura" y "Crua Chan!"); tres temas del álbum Que revienten los artistas ("Aquel cuplé", "Dame dinamita" y "Tuercas nada"); un tema del álbum Cabarute ("Zooledades"); más un tema inédito: ("Bla bla bla") incluido en el film Crónica de un sueño de M. Viñoles y S. Tononi.
Este álbum lleva su nombre debido a que la mayoría de los temas que incluye aparecieron originalmente en el álbum Chapa, pintura, lifting y el arte de carátula es una composición a partir de la imagen del mismo. Por esa misma razón no lleva el número característico en los discos de la banda que marcan su cronología.

## Lista de canciones
Todos  los temas pertenecen en letra y música a Tabaré J. Rivero, excepto los indicados.
| N.º | Título                                                                                           | Duración |  |
| 1.  | «Aquel cuplé» (de Que revienten los artistas)                                                    | 3:17     |  |
| 2.  | «El Kafkarudo» (Letra: Tabaré J. Rivero – Música: Hernán Rodríguez) (de Chapa, pintura, lifting) | 2:58     |  |
| 3.  | «Excepto» (de Chapa, pintura, lifting)                                                           | 2:31     |  |
| 4.  | «Contracrisis» (de Chapa, pintura, lifting)                                                      | 2:19     |  |
| 5.  | «Zooledades» (de Cabarute)                                                                       | 3:51     |  |
| 6.  | «Dame dinamita» (de Que revienten los artistas)                                                  | 3:18     |  |
| 7.  | «La enemistad» (de Chapa, pintura, lifting)                                                      | 2:37     |  |
| 8.  | «Las raíces desteñidas» (de Chapa, pintura, lifting)                                             | 1:52     |  |
| 9.  | «Un romancero» (de Chapa, pintura, lifting)                                                      | 2:11     |  |
| 10. | «Bla bla bla» (versión inédita)                                                                  | 1:08     |  |
| 11. | «Ojalá (Ya no será)» (de Chapa, pintura, lifting)                                                | 3:11     |  |
| 12. | «Flan flan» (Incluye Textículo: Disidentes del rock) (de Chapa, pintura, lifting)                | 4:25     |  |
| 13. | «Tuercas nada» (de Que revienten los artistas)                                                   | 2:49     |  |
| 14. | «El tacho de la basura» (de Chapa, pintura, lifting)                                             | 3:04     |  |
| 15. | «Crua Chan» (Prodan - Mollo - Daffunchio - Troglio) (de Chapa, pintura, lifting)                 | 3:06     |  |